# Sjeksna

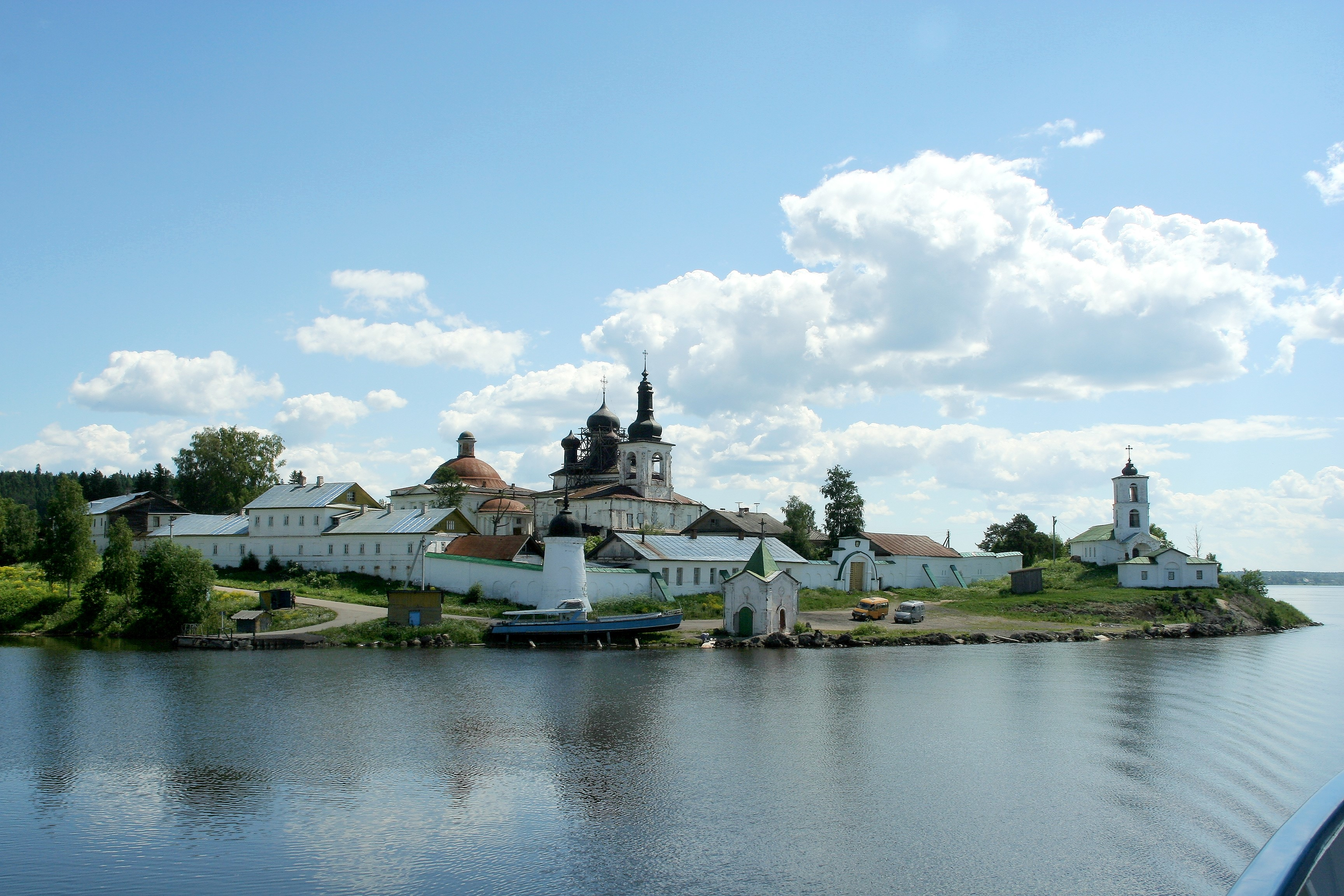
Kloster vid Sjeksnas mynning vid Volga.

Sjeksna (ryska: Шексна́) är en flod i Vologda oblast i Ryssland.
Den är en biflod till vänster om Volga. Flodens källa är Beloje ozero, och den mynnar ut i Rybinskreservoaren i Volga vid orten Tjerepovets. Floden är 139 kilometer låg, men de nedre delarna blev översvämmade genom att de blev del av Rybinsk-reservoaren. Innan dess var floden 400 kilometer lång och löpte samman med Volga vid Rybinsk. Sjeksna är en del av Volga-Östersjökanalen.